# Platypoda
Los platípodos (Platypoda) constituyen un suborden de mamíferos monotremas con tres familias, de las que sólo ha llegado hasta nuestros días una especie, el ornitorrinco (Ornithorhynchus anatinus).

## Taxonomía
- Familia Kollikodontidae
  - Género Kollikodon
    - Especie Kollikodon ritchiei †
- Familia Ornithorhynchidae
  - Género Monotrematum
    - Especie Monotrematum sudamericanum[a] †

  - Género Obdurodon
    - Especie Obdurodon dicksoni †
    - Especie Obdurodon insignis †

  - Género Ornithorhynchus
    - Especie Ornithorhynchus anatinus: el ornitorrinco
    - Especie Ornithorhynchus maximus †

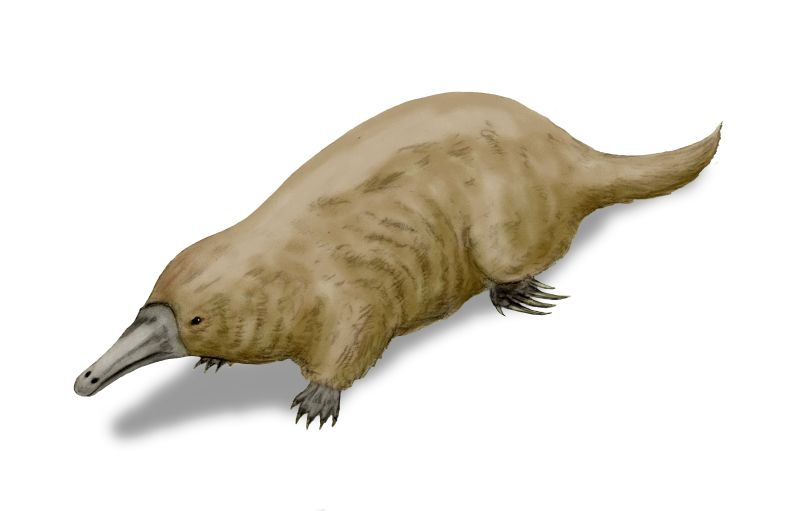
Steropodon, un platípodo primitivo.

- Familia Steropodontidae
  - Género Steropodon
    - Especie Steropodon galmani

  - Género Teinolophos
    - Especie Teinolophos trusleri